# Nilda Gondim
Ozanilda Gondim Vital do Rego, conhecida como Nilda Gondim (João Pessoa, 30 de março de 1946), é uma política brasileira, filiada ao Movimento Democrático Brasileiro (MDB). Foi senadora da República pelo estado da Paraíba entre 12 de janeiro de 2021 até 1 de fevereiro de 2023. 

## Biografia

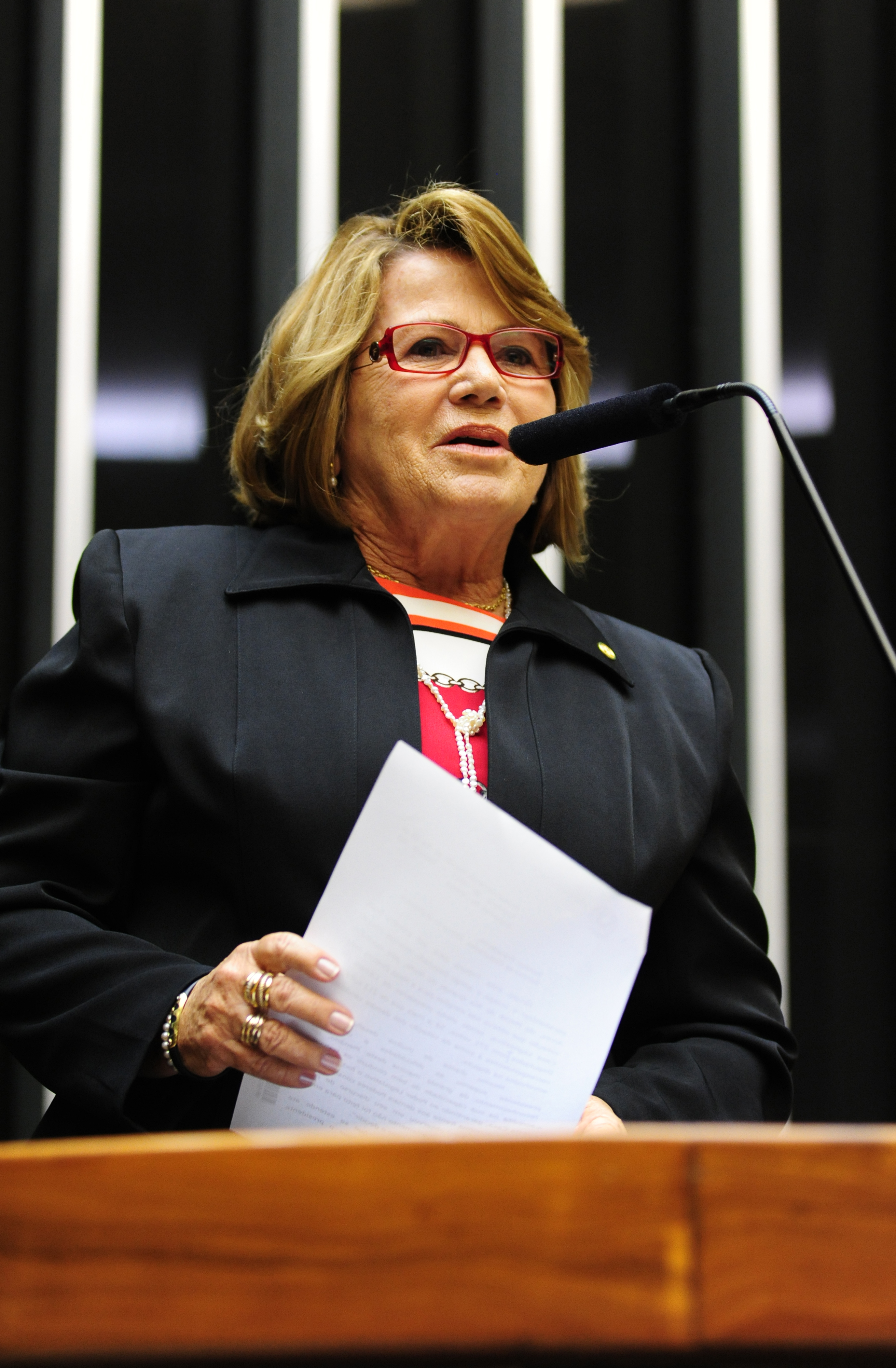
Nilda como Deputada Federal em 2013.

Nilda Gondim é filha do ex-governador da Paraíba, Pedro Moreno Gondim. Casou-se ainda jovem com o jurista e ex-deputado federal, Vital do Rêgo, com quem conviveu durante muitos anos de sua vida e teve três filhos: o ex-senador e atual ministro do TCU Vital do Rêgo Filho, o senador e ex-prefeito de Campina Grande Veneziano Vital do Rêgo e a médica Rachel Gondim.

### Carreira política
Filiou-se ao PMDB em 2009 e nas eleições estaduais no ano seguinte iniciou sua carreira candidatando-se a deputada federal pela Paraíba, sendo eleita com 79.412 sufrágios (4,07% dos votos válidos).
Nas eleições de 2014 foi eleita primeira-suplente na chapa do senador José Maranhão. Em 12 de janeiro de 2021 assumiu cargo de senadora pela Paraíba, durante o período de afastamento de José Maranhão, que se licenciou por 120 dias devido a sua internação para tratamento da covid-19. Com a morte do senador, Nilda assumiu de forma definitiva o mandato.